# رود یوشی
رودخانه یوشی (به لاتین: Yoshii River) یک رود در ژاپن است که در استان اوکایاما واقع شده‌است.